# Albéric Laurent
Albéric Paul Félix Laurent, né le 20 mars 1911 à Aix-en-Provence (Bouches-du-Rhône) et mort le 21 janvier 1945 à Cernay (Haut-Rhin) était un instituteur et résistant français à l'Occupation de la France par l'Allemagne pendant la Seconde Guerre mondiale et au Régime de Vichy.

## Biographie
Albéric Laurent était le fils de Félicie Marie, née Fébron et de Félix Laurent, un employé de commerce originaire de Gardanne. Très jeune, il devient  Pupille de la Nation et est élevé par sa grand mère. En effet, sa mère décède quelques jours après sa naissance et son père, caporal au 311e régiment d'infanterie lors de la Première Guerre mondiale, meurt au combat à Chauvoncourt le 16 janvier 1915. 
Il étudie à l'école normale d'Aix-en-Provence et intègre l'Éducation nationale comme instituteur. Il enseigne ensuite à l'école Saint-Louis de Marseille et à l'école Jean Jaurès à Peynier.
Le  28 décembre 1933, il épouse Adèle Samat (1910-2003), rencontrée au village de Peynier où il est instituteur.

## Résistance
Alors que la Seconde Guerre mondiale éclate, le jeune instituteur est mobilisé le 26 août 1939 dans le 9e bataillon de chasseurs alpins de l'armée française. Moins d'un an après, en raison de la défaite de la France, il est démobilisé à Pau en juillet 1940.
En 1943, Albéric Laurent, qui s'est rapproché des résistants de la haute vallée de l’Arc, adhère au Mouvement de libération nationale. Il participe en cachant des résistants et des fugitifs persécutés par Vichy ainsi qu'en transportant des armes et informations. Il passe des nuits camouflé dans la garrigue à attendre des colis parachutés par les Alliés et dirige également les nouvelles recrues vers le maquis de Vauvenargues, alors sous les ordres de Max Juvénal.
À la suite du Débarquement de Normandie, via la terrible Division Brandebourg,, la Wehrmacht réprime les maquis de Provence. Ainsi le 10 juin 1944, les nazis écrasent dans le sang la résistance à Jouques lors de l'assaut du Jas du Logis d'Anne et, le 12 juin, le Maquis de Sainte-Anne. Le 15 juin, les colonnes allemandes patrouillent dans les forêts de Vauvenargues afin de détruire la poche de résistance qui s'y trouve. Si un grand nombre de maquisards, dont Max Juvénal, échappent aux troupes ennemies en se retirant par anticipation via des itinéraires préparés, une partie d'entre eux trouve alors refuge dans l'abri d'Albéric Laurent.
À partir du Débarquement de Provence en août 1944, alors que les troupes des généraux Alexander Patch et Jean de Lattre de Tassigny opèrent dans le Var, la résistance se réorganise pour prendre en tenailles l'armée allemande. Albéric Laurent, devenu une figure de ce groupe, reprend le maquis. Ainsi, la troupe d'une cinquantaine d'hommes va tenir le stratégique Col des Portes et mettre en déroute la petite garnison allemande de Puyloubier afin d'harceler les convois qui fuient l'avancée américaine. Le 20 août, parti à la rencontre des troupes alliées, c'est lui qui, au volant d'une moto, ouvre la route à l'armée américaine et les fait pénétrer dans Vauvenargues. Le 21 août 1944, la ville d'Aix-en-Provence est libérée.
Déterminé à ne pas en rester là, le 7 septembre 1944, quelques jours après la création du Groupe des Commandos de Provence, dit « Commando Courson », Albéric Laurent s'engage dans cette armée composée de quelques 600 anciens résistants des Bouches-du-Rhône décidés à libérer la France. Un mois plus tard, il fait mouvement vers le Jura. Cette unité de choc qui, sur le front des Vosges, participa à la libération de Belfort le 22 novembre 1944, ira jusqu'en Allemagne. Albéric Laurent est mortellement blessé lors de la bataille de la Poche de Colmar par un éclat d'obus,, le 21 janvier 1945 à Cernay. Il est déclaré Mort pour la France,,.
À titre posthume, il est nommé lieutenant des Forces françaises de l'intérieur, décoré de la Croix de guerre et de la Médaille de la Résistance,. Pour son engagement, Albéric Laurent est également fait Chevalier de la Légion d'honneur.

## Décorations
- Chevalier de la Légion d'honneur à titre posthume
- Croix de guerre 1939–1945
- Médaille de la Résistance française (décret du 10 janvier 1947)[18]

## Hommages
À Aix-en-Provence, sa ville natale :
- Une école primaire, avenue de Grassi, porte son nom[19] depuis 2008[20].
- Le centre d'apprentissage de chaudronnerie et menuiserie, désormais situé aux Lycée Vauvenargues porte son nom[7].
- Il est cité sur le mémorial aux soldats du Cimetière Saint-Pierre.

À Peynier, village où il fut enseignant :
- Un des axes principaux se nomme « Cours Albéric Laurent ».
- Une plaque commémorative est apposée sur la mairie de Peynier.
- Il est cité sur le monument aux morts.